# Furkan Korkmaz
Furkan Korkmaz (Istambul, 24 de julho de 1997) é um jogador turco de basquete profissional que atualmente joga pelo Philadelphia 76ers da National Basketball Association (NBA).
Ele foi selecionado pelo Philadelphia 76ers como a vigésima sexta escolha geral no draft da NBA de 2016.

## Primeiros anos
Korkmaz nasceu em Istambul, Turquia. Ele começou a jogar basquete com o time da escola quando tinha nove anos. 
Em 2012, ele se mudou para as categorias de base do Anadolu Efes por US $ 250.000, aos 15 anos.

## Carreira profissional

### Anadolu Efes (2013-2017)
Na temporada de 2013-14, ele foi emprestado para o Pertevniyal, que era na época um clube parceiro do Anadolu Efes. 
No verão de 2014, ele se mudou para a primeira equipe do Anadolu Efes. Seu contrato com o Efes incluía uma cláusula de US $ 2 milhões se ele quisesse ir para a NBA.

### Draft da NBA
Em 13 de junho de 2016, Korkmaz foi um dos 13 jogadores internacionais a participar do Draft da NBA de 2016. Ele declarou em maio que só entraria no draft se fosse garantido que ele fosse selecionado.
Ele foi selecionado pelo Philadelphia 76ers como a 26º escolha geral. Após ser selecionado, Korkmaz decidiu retornar ao Anadolu Efes por pelo menos mais uma temporada.

### Banvit (2016-2017)
Em dezembro de 2016, Korkmaz foi emprestado ao Banvit. Em fevereiro de 2017, ele venceu a Copa da Turquia com o Banvit, esse foi o primeiro troféu da história do clube. Nessa mesma temporada, Korkmaz foi o vencedor inaugural do prêmio de Melhor Jogador Jovem da Liga dos Campeões de Basquete (BCL).

### Philadelphia 76ers (2017–Presente)
Em 4 de julho de 2017, Korkmaz assinou um contrato de 4 anos e US$ 8.9 milhões com o Philadelphia 76ers. Durante sua temporada de estreia, ele jogou vários jogos com o Delaware 87ers, o afliado dos 76ers na G-League.
No primeiro jogo do Philadelphia na Summer League de 2018 na Filadélfia, Korkmaz marcou 40 pontos em 28 minutos, durante uma derrota de 89-95 para o Boston Celtics.
Em 10 de dezembro, Korkmaz marcou 18 pontos em uma vitória sobre o Detroit Pistons. Em 12 de dezembro, ele teve seu primeiro jogo como titular no lugar do machucado Jimmy Butler.
Em 25 de julho de 2019, Korkmaz renovou seu contrato por 2 anos e US$ 3.3 milhões com os 76ers.
Ao longo da temporada, ele entrou e saiu da equipe titular jogando como Ala-armador e Ala. Em 7 de fevereiro de 2020, Korkmaz marcou 34 pontos, a maior marca da temporada, contra o Memphis Grizzlies. Um jogo depois, ele marcou 31 pontos contra o Chicago Bulls.
Na temporada de 2020-21, Korkmaz teve 11 jogos como titular na temporada abreviada e teve médias de 9,1 pontos, 2,1 rebotes e 1.5 assistências. Ele acertou 37,5% dos arremessos de três pontos. Nos playoffs, ele foi titular em quatro partidas nas semifinais da conferência contra o Atlanta Hawks.
Em 9 de agosto de 2021, Korkmaz assinou novamente com os 76ers em um contrato de três anos e US$ 15 milhões.

## Carreira na seleção

### Juniores
Com as seleções juniores da Turquia, ele jogou no EuroBasket Sub-16 de 2013, sendo líder em pontuação, no EuroBasket Sub-18 de 2014, onde ganhou a medalha de ouro, no EuroBasket Sub-18 de 2015, onde ganhou uma medalha de prata e no Campeonato Mundial de Basquetebol Sub-19 de 2015, onde ganhou uma medalha de bronze.
Ele também jogou no EuroBasket Sub-20 de 2017, onde obteve uma média de 12,8 pontos, 4,6 rebotes, 4,8 assistências, 2,6 roubadas de bola e 0,2 bloqueios em 30,3 minutos por jogo.

### Principal
Korkmaz jogou na Seleção Turca no EuroBasket de 2015, no EuroBasket de 2017 e no Torneio Mundial de Qualificação Olímpica de 2016 em Manila.

## Estatísticas

### NBA

#### Temporada regular
| Ano      | Equipe       | PJ  | PT | MPJ  | AP   | 3P   | LL   | RT  | AS  | BR | TO | PPJ |
| -------- | ------------ | --- | -- | ---- | ---- | ---- | ---- | --- | --- | -- | -- | --- |
| 2017–18  | Philadelphia | 14  | 0  | 5.7  | .286 | .294 | .500 | .8  | .3  | .1 | .1 | 1.6 |
| 2018–19  | Philadelphia | 48  | 7  | 14.1 | .400 | .326 | .818 | 2.2 | 1.1 | .6 | .0 | 5.8 |
| 2019–20  | Philadelphia | 72  | 12 | 21.7 | .430 | .402 | .755 | 2.3 | 1.1 | .6 | .2 | 9.8 |
| 2020–21  | Philadelphia | 55  | 11 | 19.3 | .401 | .375 | .732 | 2.1 | 1.5 | .9 | .2 | 9.1 |
| 2021–22  | Philadelphia | 67  | 19 | 21.1 | .387 | .289 | .810 | 2.6 | 1.9 | .5 | .1 | 7.6 |
| Carreira | Carreira     | 256 | 49 | 16.3 | .380 | .337 | .723 | 2.0 | 1.1 | .5 | .1 | 6.7 |

#### Playoffs
| Ano      | Equipe       | PJ | PT | MPJ  | AP    | 3P    | LL    | RT  | AS  | BR | TO | PPJ |
| -------- | ------------ | -- | -- | ---- | ----- | ----- | ----- | --- | --- | -- | -- | --- |
| 2018     | Philadelphia | 1  | 0  | 1.6  | 1.000 | 1.000 | .000  | .0  | .0  | .0 | .0 | 3.0 |
| 2019     | Philadelphia | 4  | 0  | 8.9  | .333  | .375  | .800  | 1.5 | 1.3 | .0 | .3 | 4.8 |
| 2020     | Philadelphia | 4  | 0  | 10.1 | .000  | .000  | .600  | 1.5 | .5  | .3 | .0 | .8  |
| 2021     | Philadelphia | 12 | 4  | 16.2 | .411  | .318  | .714  | 2.0 | .6  | .6 | .3 | 7.0 |
| 2022     | Philadelphia | 9  | 0  | 6.8  | .478  | .400  | 1.000 | 1.3 | .4  | .1 | .1 | 3.1 |
| Carreira | Carreira     | 30 | 4  | 8.7  | .444  | .418  | .622  | 1.2 | .5  | .1 | .1 | 3.7 |

### EuroLeague
| Ano      | Equipe       | PJ | PT | MPJ  | AP   | 3P   | LL   | RT  | AS | BR  | TO | PPJ |
| -------- | ------------ | -- | -- | ---- | ---- | ---- | ---- | --- | -- | --- | -- | --- |
| 2014–15  | Anadolu Efes | 19 | 1  | 10.7 | .408 | .414 | .789 | 1.4 | .8 | .6  | .2 | 3.5 |
| 2015–16  | Anadolu Efes | 19 | 5  | 8.8  | .391 | .423 | .571 | 0.9 | .5 | .1  | .2 | 2.7 |
| 2016–17  | Anadolu Efes | 2  | 0  | 7.0  | .200 | .000 | .000 | 0.5 | .5 | 1.5 | .0 | 1.0 |
| Carreira | Carreira     | 40 | 6  | 8.8  | .332 | .278 | .453 | .9  | .6 | .7  | .1 | 2.4 |

Fonte: